# IchBinArmutsbetroffen
#IchBinArmutsbetroffen ist ein Hashtag, der seit Mai 2022 im sozialen Netzwerk X verbreitet wird.

## Ursprung
Der erste Tweet unter dem Hashtag wurde von einer alleinerziehenden Mutter mit Pseudonym „Finkulasa“ am 12. Mai 2022 verbreitet. Ihr Aufruf lautete:

„Ich würde mich freuen, wenn ihr mitmacht. Nur ein kleiner Tweet zu euch. Lasst uns zeigen, wer wir sind (nicht zwingend mit Foto!), dass wir KEINE Zahlen sind. Ob H4, Rente, Aufstocker oder oder oder #IchBinArmutsbetroffen“

Viele weitere machten es ihr nach und folgten. Bis Juni 2022 sammeln sich mehr als 100.000 Tweets unter dem Hashtag. So erzählen seit Wochen Zehntausende von ihrem Alltag mit wenig Geld und steigenden Preisen.

## Hintergrund
Etwa 16 Prozent der Bevölkerung ist von Armut betroffen, und 20 Prozent von sozialer Ausgrenzung. Die Corona-Pandemie sowie der Preisanstieg auf Energie infolge des russischen Angriffskriegs gegen die Ukraine könnte die Situation zusätzlich verschärft haben, wie Klaus-Dieter Gleitze, Geschäftsführer der Landesarmutskonferenz, gegenüber dem NDR ausführte.

## Rezeption und Reaktionen
Am 16. Mai griff der Focus den Hashtag ebenfalls auf, der es zeitweise auch in die Twitter-Trends schaffte. Er berichtete darüber, dass es viele Gründe für Armut gebe, etwa Gewalterfahrungen, Erkrankungen oder die Pflege Angehöriger. Die Tweets zeigten, dass Armut ein Problem mitten in unserer Gesellschaft sei und jeden treffen könne. Die Inflation würde das Problem verschärfen, es habe vorher und „jetzt erst recht“ an kultureller und gesellschaftlicher Teilhabe gefehlt.
Janine Wissler (Die Linke) ging im Deutschen Bundestag auf die Aktion ein, las einige Tweets vor und sagte:

„Immer mehr Menschen wissen nicht, wie sie angesichts der steigenden Preise ihre Einkäufe bezahlen sollen, wie sie ihre Gasrechnungen bezahlen sollen. Und auf Twitter schildern gerade viele Menschen unter dem Hashtag #IchBinArmutsbetroffen mutig und offen, wie Armut in diesem reichen Land aussieht, wie es sich anfühlt, wenn man sich elementare Dinge des täglichen Lebens nicht mehr leisten kann. Sie berichten von Scham und Ausgrenzung, von dem Gefühl, seinen Kindern nichts bieten zu können, und von der Wut über diese Zustände. Hören wir diesen Menschen zu!“

In Die Welt nannte Jörg Wimalasena den Hashtag  am 19. Mai 2022 einen „viralen Aufstand der Armen“. Die Journalistin Samira El Ouassil thematisierte am selben Tag in ihrer Spiegel-Kolumne, wie wirkmächtig der Hashtag sei:

„Von Armut betroffene Menschen werden auch in Deutschland traditionell verachtet. Scham wird dabei zu einer Waffe – die marginalisierte Menschen auch gegen sich selbst richten. (..) Die Beschämung ist ein fabelhaftes soziales Tool, um das Ideal der Eigenverantwortlichkeit aufrechtzuerhalten, denn sie führt zu einer gern gedrehten Armuts-Beschämungs-Spirale, die es ökonomisch abgesicherten Bürgerinnen und Bürgern einfacher macht, sich Armut – was? In Deutschland? Unmöglich! – nicht konkret vorstellen zu müssen. (..) Diese Entmenschlichung wird hoffentlich durch die Sichtbarmachung und das Aufbrechen der Armuts-Beschämungs-Spirale reduziert, wenn hoffentlich endlich klar wird: Da Armut jeden Menschen treffen kann, betrifft sie uns alle“

Der Sozialpädagoge Holger Schoneville äußerte Ende 2022 gegenüber Der Standard, die Aktion könne „der Anfang einer Bewegung sein“. Dabei helfe die Anonymität des Internets, dass es den Betroffenen gelinge, trotz der gesellschaftlichen Stigmatisierung ihre Situation sichtbar zu machen. Gemeinsam mit Helen Dambach untersucht Schoneville die Twitterdebatte im Rahmen einer wissenschaftlichen Studie.

### Protestaktionen und Organisation
Noch am selben Tag als die Twitter-Nutzerin „Finkulasa“ den Tweet absetzte, begann die OneWorryLess Foundation die Aktion zu unterstützen, etwa bei der Organisation der Protestaktionen in den verschiedenen Städten und der medialen Begleitung.
Ende Mai 2022 versammelten sich in Bochum, Berlin, Düsseldorf, Köln und Hamburg Aktivisten, die selbst von Armut betroffen sind oder sich solidarisch zeigen wollten zu Protesten und Flashmobs. Das Ziel der Protestierenden war es, Stigmatisierungen zu überwinden und für Sichtbarkeit zu sorgen. Am 11. und 12. Juni versammelten sich erneut viele Teilnehmende in Bochum, Berlin, Emden, Köln und Hamburg, um zu protestieren. Am Abend des 12. Juni erfolgte ein „Twitter Flashmob“ und alle Teilnehmenden veröffentlichten ihre Fotos zu ihrer Teilnahme. Am 25. Juni kam es erneut zu Kundgebungen in Emden, Bochum, Hannover, Hamburg, Darmstadt, Berlin, Köln und München, bei denen Teilnehmende zusammenkamen, um ihren Forderungen nach Sichtbarkeit und Veränderung Ausdruck zu verleihen. Auch am 23. Juli fanden wieder Kundgebungen statt, diesmal in Emden, Bochum, erstmalig Kiel, Hamburg, Berlin und Köln. Die Bewegung ruft auch nicht Betroffene, sich solidarisierende Menschen auf an den Protesten teilzunehmen. Ziel der Kundgebungen ist es einerseits miteinander ins Gespräch zu kommen, aber auch „Öffentlichkeit herstellen und darauf hinweisen, dass Armut vielfältig ist“, wie Beate Behrens, Organisatorin der Protestaktionen in Kiel im Interview sagte.